# Comtés de l'État du Maryland
L'État américain du Maryland est divisé en 23 comtés (counties) et une ville indépendante.
En dehors de Baltimore (qui est une ville indépendante) le comté est l'unité par défaut du gouvernement local. En vertu de la loi du Maryland, les comtés exercent des pouvoirs réservés dans la plupart des autres États aux niveaux municipal ou étatique, de sorte qu'il y a peu d'incitation pour une communauté à incorporer. Bon nombre des communautés les plus peuplées et les plus importantes sur le plan économique de l'État, comme Bethesda, Silver Spring, Columbia et Towson, ne sont pas constituées en personne morale et utilisent les services du comté. L'équivalent du comté est également le gestionnaire d'écoles publiques — les districts scolaires en tant que niveau de gouvernement distinct n'existent pas dans le Maryland.
La ville de Baltimore possède généralement les mêmes pouvoirs et responsabilités que les comtés de l'État. La ville est enclavée, mais autonome administrativement du comté de Baltimore qui a son siège de comté à Towson.
| Comté              | Superficie (en km²) | Population (2020) | Densité (hab/km²) | Siège            |
| ------------------ | ------------------- | ----------------- | ----------------- | ---------------- |
| Allegany           | 1 102               | 68 106            | 61,80             | Cumberland       |
| Anne Arundel       | 1 077               | 586 261           | 544,34            | Annapolis        |
| Comté de Baltimore | 1 550               | 854 535           | 551,31            | Towson           |
| Ville de Baltimore | 209,3               | 585 708           | 2 798,41          | Baltimore        |
| Calvert            | 557                 | 92 783            | 166,57            | Prince Frederick |
| Caroline           | 829                 | 33 293            | 40,16             | Denton           |
| Carroll            | 1 163               | 172 891           | 148,65            | Westminster      |
| Cecil              | 902                 | 103 725           | 114,99            | Elkton           |
| Charles            | 1 194               | 166 617           | 139,54            | La Plata         |
| Dorchester         | 1 444               | 32 531            | 22,52             | Cambridge        |
| Frederick          | 1 717               | 271 717           | 158,25            | Frederick        |
| Garrett            | 1 678               | 28 806            | 17,16             | Oakland          |
| Harford            | 1 140               | 260 924           | 228,88            | Bel Air          |
| Howard             | 653                 | 332 317           | 508,90            | Ellicott City    |
| Kent               | 724                 | 19 198            | 26,51             | Chestertown      |
| Montgomery         | 1 283               | 1 062 061         | 827,79            | Rockville        |
| Prince George      | 1 257               | 967 201           | 769,45            | Upper Marlboro   |
| Queen Anne         | 964                 | 49 874            | 51,73             | Centreville      |
| St. Mary           | 935                 | 113 777           | 121,68            | Leonardtown      |
| Somerset           | 847                 | 24 620            | 29,06             | Princess Anne    |
| Talbot             | 697                 | 37 526            | 53,83             | Easton           |
| Washington         | 1 187               | 154 705           | 130,33            | Hagerstown       |
| Wicomico           | 977                 | 103 588           | 106,02            | Salisbury        |
| Worcester          | 1 226               | 52 460            | 42,78             | Snow Hill        |